# Alžběta Kyjevská
Alžběta Jaroslav(ov)na Kyjevská (rusky Елизавета Ярославна, norsky Ellisiv nebo Elisaveta; 1025 – 1067?) byla kyjevská princezna a norská královna, manželka Haralda III.

## Život

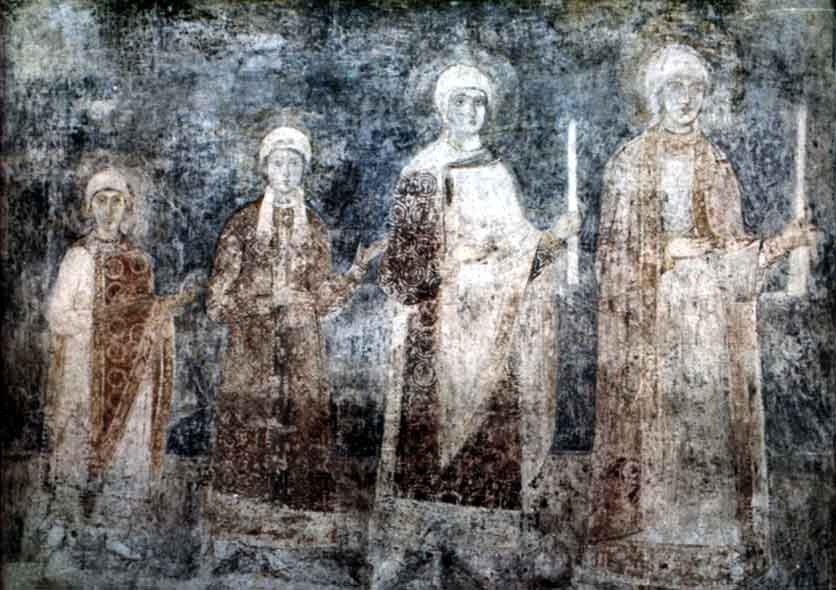
Freska z 11. století z kyjevského chrámu sv. Sofie zobrazující dcery Jaroslava Moudrého: jsou to francouzská královna Anna Kyjevská, uherská královna Anastázie Rurikovna, Alžběta a možná Agáta, manželka Eduarda Vyhnance

Alžběta byla dcerou kyjevského knížete Jaroslava Moudrého a švédské princezny Ingegerd Olofsdotter, dcery Olofa Skötkonunga. Jejími sestrami byly francouzská královna Anna Kyjevská a uherská královna Anastázie Rurikovna. Během zimy 1043–44 se Alžběta provdala za norského prince Haralda Sigurdssona, bratra Olafa II. Norského.
Olaf II. byl zabit roku 1030 v bitvě u Stiklestadu, při snaze získat zpět království na Knutuvi Velikém. Harald byl v téže bitvě zraněn, poté opustil Norsko a s družinou válečníků se dostal na Rus, kde sloužil ve vojsku Alžbětina otce Jaroslava. Poté byl ve službách byzantských vládců. Alžběta byla adresátkou Haraldových přeživších básní, ve kterých lamentuje nad nedostatkem její náklonnosti vůči němu. V roce 1045 se Harald vrátil do Norska, kde se stal o rok později spoluvládcem svého synovce Magnuse I. Po smrti mladého Magnuse v roce 1047 se Harald stal jediným vládcem Norska.
Manželství Haralda a Alžběty zdokumentoval pouze básník Stuv Blinde, o jejím pobytu v Norsku žádné dokumenty nejsou. V roce 1048 se Harald oženil s jinou ženou, Torou Torbergsdatter. Je tedy možné, že Alžběta zůstala ve své domovině nebo že zemřela cestou do Norska. To by však znamenalo, že matkou Haraldových dcer Marie a Ingegerdy by byla Tora, což není považováno za pravděpodobné. Marie byla zasnoubená s Øysteinem Orre fra Giske, který by v takovém případě byl jejím strýcem. Je možné, že Tora byla Haraldova konkubína, ne manželka.
V roce 1066 Harald zahájil invazi do Anglie, během které zemřel. Podle tradičního vyprávění se Alžběta s dcerami vydaly do Anglie společně s Haraldem a Marie zemřela, když se dozvěděla o otcově smrti. Alžběta s druhou dcerou Ingegerdou se poté vrátily s flotilou do Norska. Během této výpravy musela Alžběta zůstat na Orknejích. Nejstarší ságy však tvrdí, že to byla Tora, ne Alžběta, kdo na této výpravě Haralda doprovázel. Tato verze je také pokládána za pravděpodobnější, protože Tora byla sestřenicí jarla z Orknejí.
Adam z Brém píše, že matka krále Olafa III. se znovu provdala buď za Svena II. Dánského nebo nejmenovaného švédského krále, ale toto není potvrzeno. Není také jasné, jestli je tím myšlena skutečná Olafova matka Tora nebo jeho nevlastní matka Alžběta. Rok jejího úmrtí je neznámý.

## Potomci
- Marie Haraldsdotter, zemřela v roce 1066 v Anglii
- Ingegerda Norská († 1120), dánská a švédská královna